# Batalla del Lago Benaco
La batalla del Lago Benaco fue un enfrentamiento militar librado entre las legiones del Imperio romano y los guerreros de una confederación de tribus germánicas llamada alamanes en 268 o 269, con victoria de las primeras.

## Antecedentes
Los alamanes eran una confederación de tribus germánicas principalmente pertenecientes a los hermiones. El núcleo original parece haber sido los semnones, al que se fueron sumando otras tribus, formándose una identidad común a medida que se difuminaban las originales durante los siglos I y II, ocupando las cuencas altas del Rin y el Danubio. Durante el gobierno del emperador Caracalla habían empezado sus incursiones en los Limes Germanicus (212-213), en forma de pequeños grupos de saqueadores sin intenciones de ocupar esos territorios.
Durante la segunda mitad del siglo III los romanos se retiraron del territorio de los Limes, que fue ocupado por los alamanes.
En 268 los alamanes volvieron a atacar territorio romano, ya se había recuperado de una derrota anterior y habían reclutado nuevos guerreros. Es posible que los subsidios que se pagaban a las tribus para mantener la paz se hubieran cortado por el caos interior. Por entonces, los romanos estaban más ocupados defendiendo Dacia, Mesia, Tracia y las costas del mar Egeo de los godos, hérulos, gépidos, peucinos y carpos.

## Batalla
El emperador Galieno acababa de ser asesinado cerca de Mediolanum cuando marchaba a Roma para acabar con el usurpador Manio Acilio Aureolo. El general Marco Aurelio Claudio, acantonado entonces en Ticinum, fue nombrado su sucesor y de inmediato marchó a la capital imperial para enfrentar al usurpador, quien intentó conseguir su perdón y se dirigió a Mediolanum, donde fue asesinado por sus propios soldados.
Claudio procedió a enfrentar a los invasores alamanes que habían cruzado los Alpes por el paso del Brennero y ocupado parte del norte de Italia aprovechándose que el nuevo emperador estaba ocupado con sus problemas internos. Su ejército de campaña, el mismo que el de su predecesor, es estimado por el historiador británico John White en unos 30 000 soldados aproximadamente.

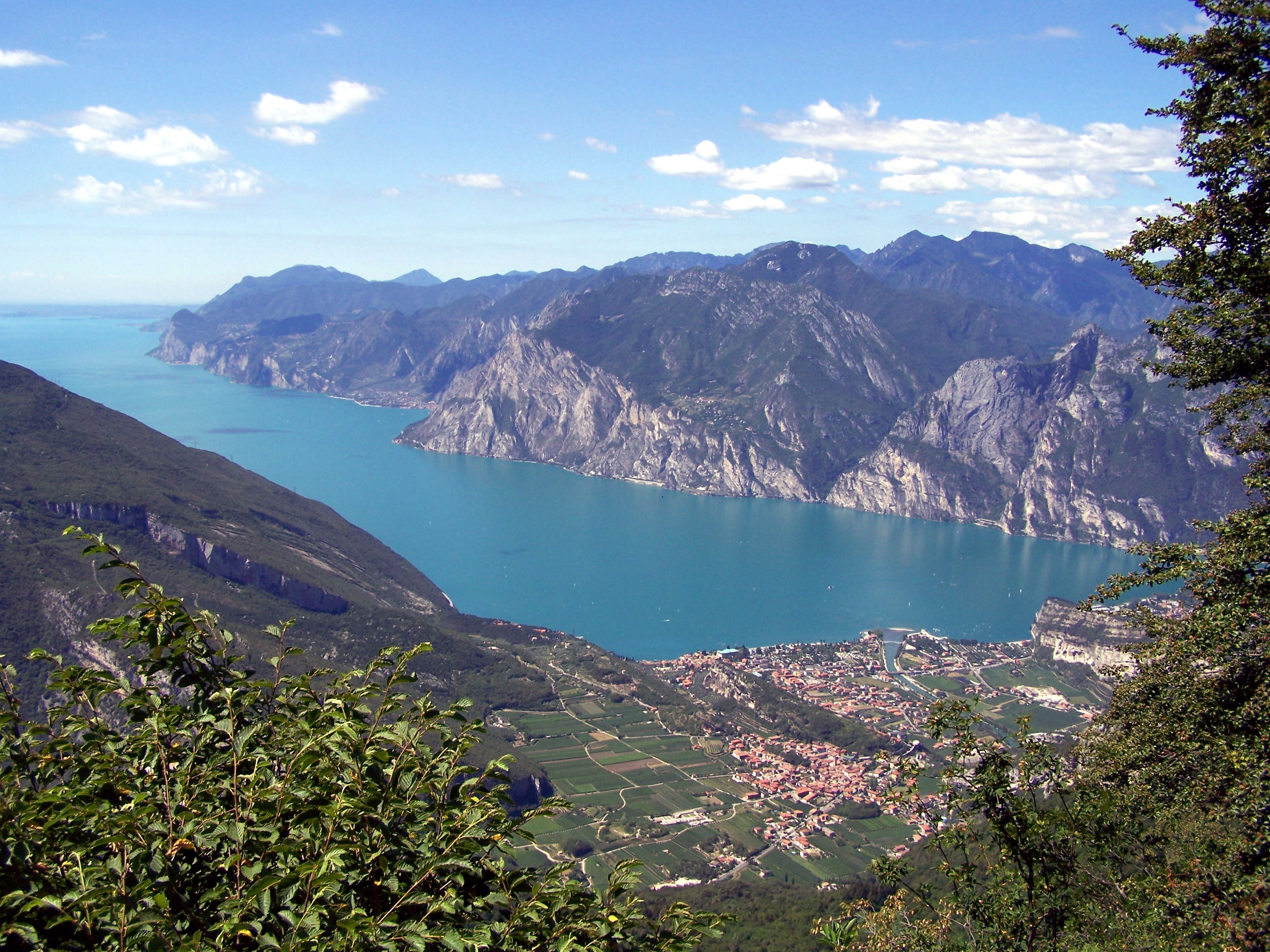
Fotografía actual del lago.

En las cercanías del lago Benaco (en latín: Lacus Benacus) se enfrentaron las legiones de Claudio con los 300 000 guerreros germanos, según los cálculos de cronistas antiguos. Al ser una incursión de saqueo, es mucho más probable que los germanos solamente fueran unos pocos miles. La localización oriental de la batalla sugiere que los jutungos participaron en esta incursión.
Se desconocen los detalles del combate, pero es posible que el emperador delegara las operaciones de campo en su general Lucio Domicio Aureliano, aunque la victoria imperial fue amplia y en el campo pereció la mayoría del contingente germánico. Los alamanes supervivientes huyeron al norte.

## Consecuencias
Poco después, Claudio consiguió una nueva victoria, esta vez sobre los godos en Naisso. Por su triunfo fue nombrado con el título de Germanicus Maximus. La victoria completa de los romanos marcó el comienzo de la recuperación tras el declive de la crisis del siglo III pero no fue suficiente para impedir nuevas invasiones alamanas pocos meses después.